# 법수초등학교 우거분교
법수초등학교 우거분교는 경상남도 함안군 법수면 우거북길 64 (우거리)에 있었던 분교이다.

## 연혁
- 1961년 11월 24일 우거국민학교 개교
- 1982년 3월 1일 병설유치원 개원
- 1996년 3월 1일 우거초등학교로 개칭
- 1998년 9월 1일 법수초등학교 우거분교
- 1999년 9월 1일 본교로 통폐합